# China Beach
China Beach  è una serie televisiva statunitense in 61 episodi trasmessi per la prima volta nel corso di 4 stagioni dal 1988 al 1991.
Agli episodi regolari va aggiunto un episodio pilota, intitolato China Beach, della durata di 95 minuti trasmesso il 26 aprile 1988 sulla ABC. Il primo episodio regolare, intitolato Home, fu trasmesso il giorno dopo.
È una serie drammatica ambientata durante la guerra del Vietnam e incentrata sulle vicende del personale statunitense, militare e non, le cui vicende ruotano intorno all'ospedale di evacuazione di Đà Nẵng, nella zona costiera denominata "China Beach". La serie rappresenta la guerra da una prospettiva unica, quella delle donne, militari e civili, che erano presenti sul campo durante il conflitto. Il cast dei personaggi comprende medici, infermieri, ufficiali e soldati delle forze statunitensi, volontari della Croce Rossa e personale civile (statunitense, francese e vietnamita).

## Personaggi e interpreti

### Personaggi principali
- Infermiera Colleen McMurphy (61 episodi, 1988-1991), interpretata da Dana Delany.
- Soldato Samuel Beckett (61 episodi, 1988-1991), interpretato da Michael Boatman.
- Dottor Dick Richard (61 episodi, 1988-1991), interpretato da Robert Picardo.
- Maggiore Lila Garreau (61 episodi, 1988-1991), interpretata da Concetta Tomei.
- K.C. Kolowski (61 episodi, 1988-1991), interpretata da Marg Helgenberger.
- Caporale Boonie Lanier (61 episodi, 1988-1991), interpretato da Brian Wimmer.
- Sergente Evan 'Dodger' Winslow (57 episodi, 1988-1991), interpretato da Jeff Kober.
- Soldato Frankie Bunsen (53 episodi, 1988-1991), interpretata da Nancy Giles.

### Personaggi secondari
- Sergente Pepper (28 episodi, 1989-1991), interpretato da Troy Evans.
- Beetle (18 episodi, 1988-1989), interpretato da Michael J. Henderson.
- Wayloo Marie Holmes (17 episodi, 1988-1991), interpretato da Megan Gallagher.
- Cherry White (15 episodi, 1988-1989), interpretata da Nan Woods.
- Infermiera Jody Kass (15 episodi, 1988-1991), interpretata da Marcia Magus.
- Jeff Hyers (14 episodi, 1988-1991), interpretato da Ned Vaughn.
- Holly Pelegrino (13 episodi, 1989-1990), interpretata da Ricki Lake.
- Mai (10 episodi, 1988-1989), interpretata da Elizabeth Lindsey.
- Capitano Natch Austen (9 episodi, 1988-1989), interpretato da Tim Ryan.
- Dottor Gerard Bernard (9 episodi, 1989-1990), interpretato da Derek de Lint.
- Hang (9 episodi, 1988-1989), interpretato da Haunani Minn.
- Laurette Barber (7 episodi, 1988), interpretata da Chloe Webb.
- Trieu Au (7 episodi, 1989-1991), interpretata da Kieu Chinh.
- Sergente Vinnie Ventresca, the Dog Man (6 episodi, 1989-1990), interpretato da Tom Sizemore.
- Soldato Elroy (5 episodi, 1988-1990), interpretato da Bobby Hosea.
- Caporale Jesus 'Answer Man' Zappara (5 episodi, 1989-1990), interpretato da Robert LaSardo.
- Donna (5 episodi, 1988-1990), interpretata da Lee Mary Weilnau.
- Tenente Colonnello 'Mac' Miller (4 episodi, 1990-1991), interpretato da Wings Hauser.
- Margaret Mary McMurphy (4 episodi, 1989-1990), interpretata da Penny Fuller.
- Linda Matlock Lanier (4 episodi, 1990-1991), interpretata da Finn Carter.
- Karen Lanier (4 episodi, 1990-1991), interpretata da Christine Elise.
- Dottor Singer (4 episodi, 1990), interpretato da Scott Jaeck.
- Maggiore Melvin P. Otis (3 episodi, 1989-1990), interpretato da Dorian Harewood.
- Joe Arneburg (3 episodi, 1991), interpretato da Adam Arkin.
- Nellie (3 episodi, 1990), interpretata da Kerry Noonan.
- Dottoressa Colleen Flaherty Richards (3 episodi, 1990-1991), interpretata da Colleen Flynn.
- Gloria Dawn (3 episodi, 1990-1991), interpretato da Kathy Molter.
- Karen (3 episodi, 1991), interpretata da Shay Astar.
- Kim (3 episodi, 1988), interpretato da Marion Yue.
- Arvn (3 episodi, 1990), interpretato da Chi Muoi Lo.
- Gillian (3 episodi, 1990-1991), interpretata da Shannon Farrara.

## Produzione
La serie, ideata da William Broyles Jr. e John Sacret Young, fu prodotta da Sacret e Warner Bros. Television e girata negli studios della Warner Brothers a Burbank in California e alle Hawaii. Le musiche furono composte da Paul Chihara.

### Registi
Tra i registi sono accreditati:
- Mimi Leder in 13 episodi (1988-1991)
- John Sacret Young in 12 episodi (1988-1991)
- Christopher Leitch in 5 episodi (1988-1990)
- Michael Fresco in 4 episodi (1989-1991)
- Fred Gerber in 4 episodi (1989-1990)
- Michael Ray Rhodes in 4 episodi (1989)
- Rod Holcomb in 3 episodi (1988)
- Steve Dubin in 3 episodi (1989-1990)
- Michael Katleman in 2 episodi (1990)

### Sceneggiatori
Tra gli sceneggiatori sono accreditati:
- Carol Flint in 19 episodi (1988-1991)
- John Wells in 18 episodi (1988-1991)
- John Sacret Young in 15 episodi (1988-1991)
- Lydia Woodward in 14 episodi (1989-1991)
- Susan Rhinehart in 7 episodi (1988-1991)
- Josef Anderson in 5 episodi (1989-1990)
- William Broyles Jr. in 4 episodi (1988)
- Cathryn Michon in 3 episodi (1990-1991)
- Toni Graphia in 2 episodi (1989-1990)
- Alan Brennert in 2 episodi (1989)
- Patricia Green in 2 episodi (1989)
- Georgia Jeffries in 2 episodi (1989)
- Paris Qualles in 2 episodi (1990)

## Distribuzione
La serie fu trasmessa negli Stati Uniti dal 26 aprile 1988 (pilot) e dal 27 aprile 1988 (1º episodio) al 22 luglio 1991  sulla rete televisiva ABC. In Italia è stata trasmessa su Italia 1 con il titolo China Beach.
Alcune delle uscite internazionali sono state:
- negli Stati Uniti il 26 aprile 1988 (pilot)
27 aprile 1988 (1º episodio) (China Beach)
- in Spagna (Playa de China)
- in Francia il 23 gennaio 1990 (China Beach)
- in Italia (China Beach)

## Episodi
| Stagione         | Episodi | Prima TV USA |
| ---------------- | ------- | ------------ |
| Prima stagione   | 6+1     | 1988         |
| Seconda stagione | 17      | 1988-1989    |
| Terza stagione   | 22      | 1989-1990    |
| Quarta stagione  | 16      | 1990-        |